# Worskla
Worskla (ukr. i ros. Ворскла Worskła) – rzeka płynąca po terytorium Rosji i Ukrainy, lewy dopływ Dniepru.
Długość rzeki wynosi 464 km, a powierzchnia dorzecza – 14 700 km².
Nad jej brzegami 12 lub 16 sierpnia 1399 rozegrała się bitwa między wojskami litewsko-ruskimi a tatarskimi.
Największym miastem nad Worsklą jest Połtawa.
W Epoce żelaza nad środkowym biegiem rzeki umiejscowione było Gelonos – port rzeczny, ośrodek metalurgii i handlu.